# 侍大將
侍大將（日语：／ Samuraidaishō）是古代日本的武家職位之一。主要在總大將之下，負責指揮其中一軍（備）的將士。別稱侍大將軍、番頭（與現代日語的番頭不同）。
在平安時代的治承壽永之亂（源平合戰）期間出現，平家軍的藤原忠清（伊藤五）就以侍大將的身份而為人所知。從室町時代末期開始，有指揮部隊和騎馬隊的性質。在日本戰國時代中，是總大將的下級和足輕大將的上級，主要負責戰國大名的軍制。著名的侍大將有西國的戰國大名大內義隆的家臣兼周防國守護代陶晴賢，被稱為「西國無雙的侍大將」。